# Newby and Scalby
Newby and Scalby est une paroisse civile du Yorkshire du Nord, en Angleterre.